# (73975) 1998 BD34
(73975) 1998 BD34 – planetoida z pasa głównego asteroid okrążająca Słońce w ciągu 5,4 lat w średniej odległości 3,08 j.a. Odkryta 18 stycznia 1998 roku.